# Cycas circinalis
Espèce
Statut de conservation UICN

 EN A2acd : En danger
Statut CITES
Cycas circinalis, Cycas enroulé que l'on nomme grand rameau ou grand cycas aux Antilles françaises, est un faux sagoutier toxique originaire du sud de l'Inde, d'Indonésie et des Philippines.
Il est très utilisé comme plante ornementale sous les tropiques.

## Description
Le Cycas circinalis est une plante à l'allure proche d'un palmier ou d'une fougère arborescente, dioïque, avec toutes les feuilles rassemblées en bouquet au sommet du tronc, de 3-5 m de haut[réf. nécessaire] et pouvant atteindre 10 m de hauteur[réf. nécessaire] dans de bonnes conditions.
Ce n'est cependant ni un arbre, ni un palmier, ni une fougère, mais un gymnosperme.
Les feuilles, appelées frondes, d'un vert brillant, de 150-250 cm de long[réf. nécessaire], pennées, portent  environ 170 folioles[réf. nécessaire]. Le pétiole de 40-70 cm de long[réf. nécessaire] est glabre et ne porte pas d'épine (à la différence de C. revoluta).
Les folioles médianes sont simples, faiblement discolores, de 15-30 cm de long et de 7-12 mm de large, rétrécies à 2,5 mm à la base[réf. nécessaire], à l'apex acuminé.
Comme toutes les Cycadales, C. circinalis est dioïque. Chez les individus femelles, le mégasporophylle, organe produisant des ovules, est brun tomenteux, fait 30 cm de long et porte 4 à 10 ovules[réf. nécessaire]. Chez les individus mâles, le cône produisant le pollen fait 45 cm de long pour 10 cm de diamètre[réf. nécessaire].
Les graines sont grosses (25-35 mm de long[réf. nécessaire]).

## Écologie
Le Cycas circinalis vit dans le sud de l'Inde (dans les Ghats occidentaux) , au Sri Lanka, en Indonésie et aux Philippines.
En Inde, on le trouve dans les forêts sèches et broussailleuses des Ghats occidentaux. Dans les Ghats orientaux, en Orissa, on trouve un cycas considéré parfois comme C. circinalis var. orixensis Haines (1924), mais traité maintenant comme une espèce distincte, Cycas spherica.

## Nomenclature et systématique

### Étymologie
- cycas : nom grec pour un genre de palmier, en raison du port de palmier des cycas.
- circinalis : du latin "enroulé", renvoie aux jeunes folioles enroulées sur elles-mêmes comme les frondes de fougères.

### Histoire du taxon
Lorsque Linné a donné la description de Cycas circinalis en 1753, il s'est appuyé sur des travaux antérieurs dont on sait maintenant qu'ils concernaient trois espèces différentes : Cycas revoluta, séparé par Carl Peter Thunberg en 1782 ; et Cycas rumphii, séparé par Friedrich Anton Wilhelm Miquel en 1839. On comprend la confusion qui s'est ensuivie.
La première description de ce cycas dans une langue européenne a été donnée par Rheede dans son ouvrage "Hortus Malabaricus", publié à Amsterdam en 1682[réf. nécessaire].

## Propriétés
Les cycas produisent un glucoside très toxique pour les herbivores, la cycasine.

## Utilisations
Le  Cycas circinalis est cultivé comme plante ornementale dans les jardins tropicaux. On en trouve dans les jardins des Antilles, de La Réunion, de l'île Maurice, ainsi qu'en Nouvelle-Calédonie.
L'inflorescence des pieds mâles est souvent coupée avant maturité en raison de l'odeur désagréable qu'elle dégage. Ce cycas est multiplié en prélevant des rejets en hiver, ou par semis de graines. Il produit des graines au bout de trois ans.
Au Cambodge, les graines broyées de Cycas circinalis sont utilisées à la pêche comme paralysant.
Les écailles des cônes mâles de Cycas circinalis ainsi que le pollen de Cycas rumphii seraient fortement narcotiques. Ces deux produits sont vendus comme analgésiques sur les marchés indiens.
La consommation est possible moyennant d'extrêmes précautions, comme Yves Delange nous en donne un exemple : "Aux Comores, où Cycas circinalis L. pousse sur des laves peu altérées, on récolte les ovules avant maturité et, après les avoir épluchés, on les met à fermenter puis à sécher au soleil. Après une seconde fermentation, ils sont enveloppés dans des feuilles de bananiers et enterrés pendant un mois. La substance obtenue est ensuite cuite dans du lait de coco, souvent mélangé avec du poisson. On les réduit pour en faire de la bouillie". Il faudrait toutefois noter que l'espèce que l'on retrouve aux Comores et à Madagascar est le Cycas thouarsii R.Br. et non le Cycas circinalis.
Les graines sont aussi consommées dans les îles du Pacifique par les Chamorro. Les composés toxiques des graines sont extraits par un trempage dans l'eau. La première eau de trempage est capable de tuer des chèvres, des moutons ou des cochons[réf. nécessaire].  Après le dernier trempage, les graines sont séchées puis moulues pour fournir une farine appréciée dans les tortillas, les soupes ou les porridges.
Il contient une moelle riche en amidon qui moyennant un traitement adéquat fournit un faux sagou, de qualité inférieur  au vrai sagou fourni par les palmiers du genre Metroxylon (ou sagoutiers).

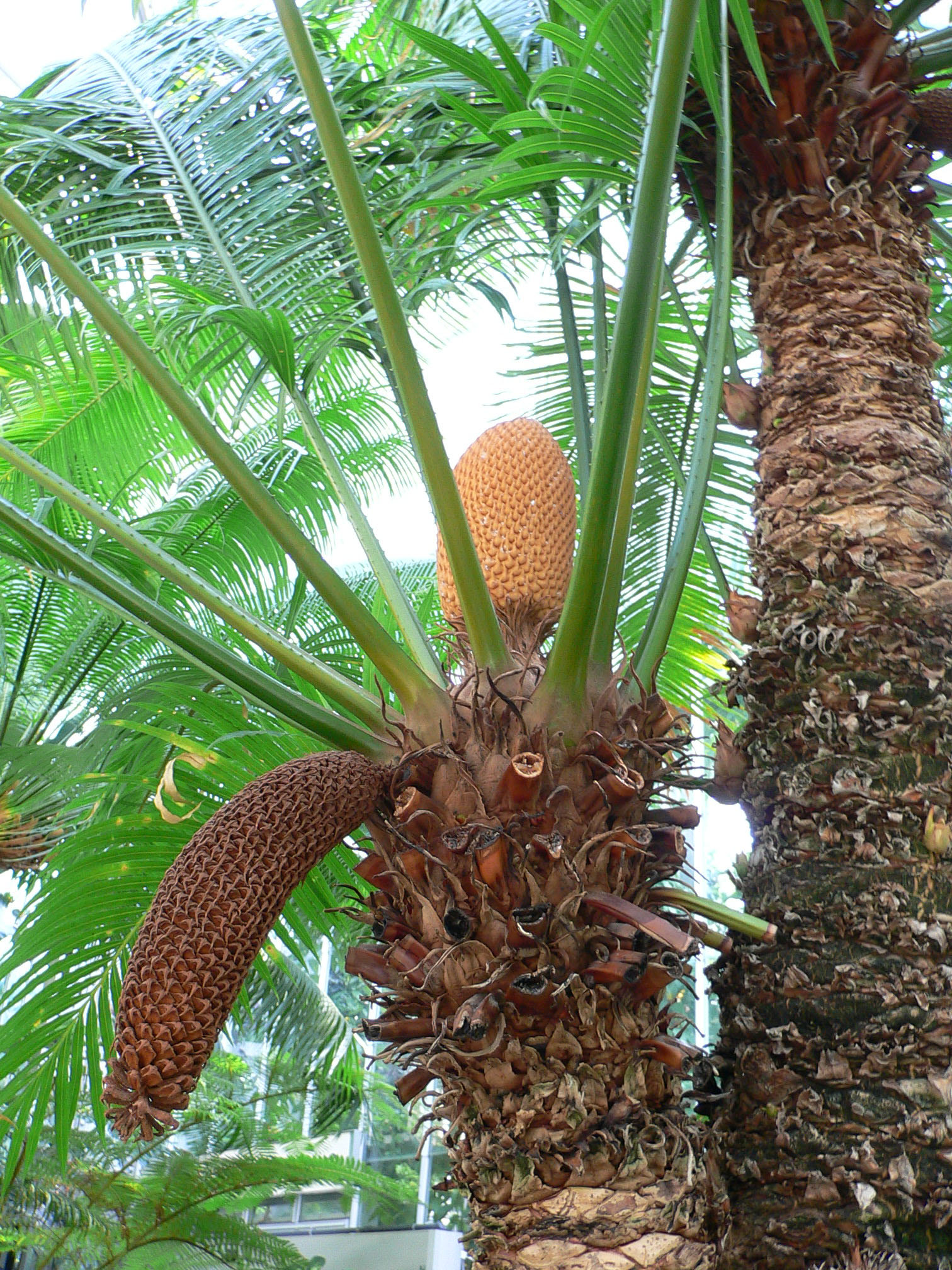
Cônes mâles jeune et mature
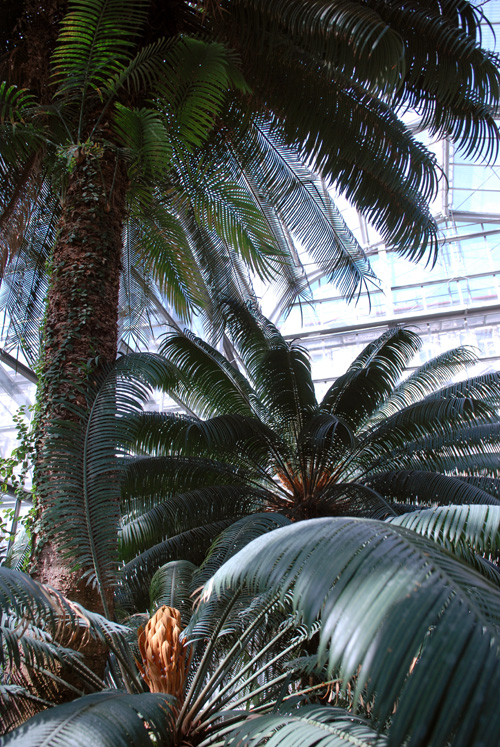
Trois pieds femelles avec mégasporophylles (200 ans d'âge, Prague)
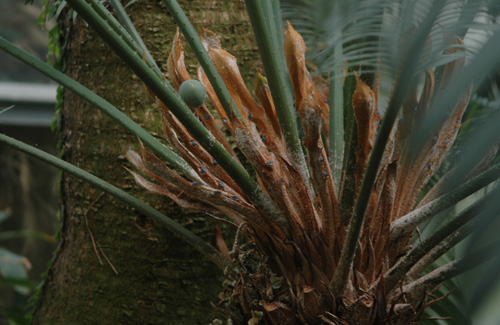
Pied femelle avec une graine et des ovules non fertilisés (Prague)